# Samostan Kurdžej
Kurdžej Lhakang, tudi Samostan Kurdžej (tibetanščina: སྐུ་རྗེས་ ཡང་ན་ གུ་རུ་རིན་པོ་ཆེ་གི་ ཞབས་རྗེས་, Wylie: byams pa, THL)  stoji v bližini mesta Džakar v okraju Bumtang v Butanu, le en kilometer od samostana Džambaj Lhakhang. V tem samostanu je zadnje počivališče kremiranih ostankov prvih treh kraljev Butana. Eno od mogočnih dreves ob enem od samostanskih zidovih naj bi bilo po izročilu terma, ki ga je zapustil Padmasambhava.

## Legenda
Po legendi naj bi Sindhuradža, takratni vladar Kraljevine Bumtang, ki je bil v vojni s kraljem sosednje kraljevine Navči (Velik nos), v neki bitki z njim prosil za pomoč lokalno božanstvo Šelging Karpo, toda to mu ni pomagalo, tako da je v bitki izgubil svojega sina. Razjarjeni Sindhuradža se je zato odločil, da uniči vse, kar je pripadalo temu lokalnemu božanstvu. Vendar mu je to božanstvo ukradlo življenjsko silo in Sindhuradža je zaradi tega zbolel, lokalni zdravilci pa mu niso znali pomagati. Takrat je neki Sindhuradžin pristaš poklical na pomoč Padmasambhavo, ki je takrat živel v Nepalu. Legenda pravi, da so Padmasambavi ponudili čašo zlatega prahu, nakar se je namenil v Butan po poti Nabdži Korfu preko regije Mangde Ču.
Po prihodu v Bumtang mu je Sindhuradža obljubil vse, če ga lahko ozdravi. Guru Rinpoče pa je takrat zaprosil Sindhuradžo za njegovo hčer Menmo Taši Khedron. Božanstvo Šelging Karpo se je skrivalo v svoji jami, zato ga je moral Padmasambava zvabiti iz jame, da bi ga lahko pokoril. Rinpoče je pričel z izvajanjem plesa čam, vendar je s tem pritegnil pozornost večine lokalnih božanstev, ne pa tudi Šelging Karpe. Tako je Rinpoče potem prosil Taši Hedron, da mu prinese malo vode v bakreni čaši. Izvir te vode, ki jo je Taši prinesla, je postal izvir svete vode, imenovan Kurdžej Drupču, ki velja za svetega celo danes in ljudje verjamejo, da je zdravilna zaradi božje moči. Ko je Taši Khedron prinesla vodo, je Padmasambhava uporabil odsev sončnih žarkov v čaši, ki ga je usmeril v jamo, kjer se je skrival Šelging Karpo, kar ga je tako vznemirilo, da je stopil iz jame in takrat ga je Padmasambhava takoj pokoril ter naredil za zaščitnika dharme. Padmasambhava je prepričal Šelging Karpa, da je vrnil Sindhuradži življenjsko silo in tako ozdravel. V jami, ki je imenovana od takrat Kurdžej, je struktura, ki jo razlagajo kot odtis Padmasambhave.